# Cray Wanderers F.C.
Cray Wanderers FC là một câu lạc bộ bóng đá bán chuyên nghiệp có trụ sở tại Sidcup, Luân đôn, Anh. Thành lập vào năm 1860, đội bóng hiện thi đấu tại Isthmian League Premier Division và sử dụng chung sân nhà Hayes Lane với Bromley. Cray Wanderers FC là một trong những câu lạc bộ bóng đá lâu đời nhất trên thế giới.
Câu lạc bộ đang xây dựng Sân nhà tại Flamingo Park, dự tính sẽ mở cửa vào mùa giải 2023–24.

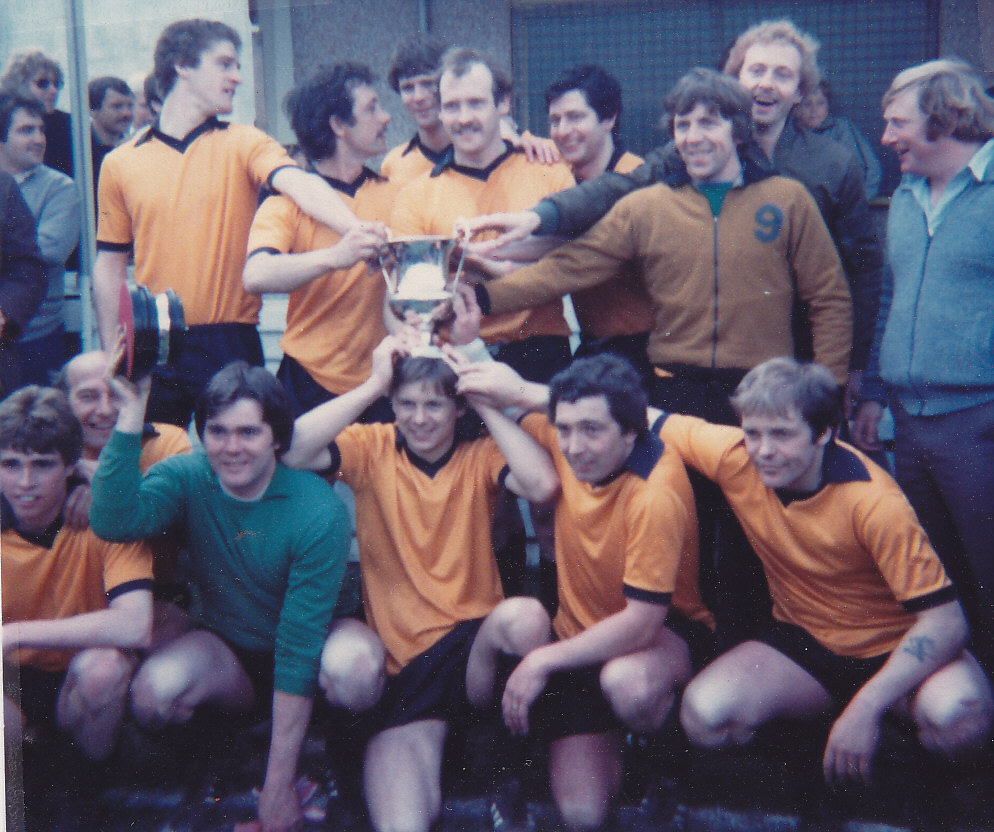
Câu lạc bộ giành chức vô địch Kent League năm 1981.

## Danh hiệu
- Isthmian League Division One
  - Nhà vô địch (South East) mùa giải 2018–19
  - Á quân (South): mùa giải 2008–09]
  - Đội thắng trận Play-off (South) mùa giải 2008–09
- Nhà vô địch Kent League các mùa giải 1901–02, 1980–81, 2002–03, 2003–04
  - Á quân các mùa giải 1979–80, 1990–91
- Nhà vô địch London League các mùa giải 1956–57, 1957–58
  - Á quân các mùa giải 1953–54, 1954–55
- Nhà vô địch Aetolian League mùa giải 1962–63
- Nhà vô địch Greater London League mùa giải 1965-66
- Nhà vô địch Metropolitan-London League mùa giải 1974-75
- Nhà vô địch London Spartan League các mùa giải 1976–77, 1977–78
- Nhà vô địch Kent Senior Trophy các mùa giải 1992–92, 2003–04
- Nhà vô địch Kent Amateur Cup các mùa giải 1930–31, 1962–63, 1963–64, 1964–65

## Thành tích
- Thành tích tốt nhất tại hạng đấu: Xếp thứ 9 tại Isthmian League Premier Division các mùa giải |2010–11, 2011–12 (đứng thứ 2 tại Isthmian League Premier Division khi mùa giải 2019–20 bị hủy bỏ vào tháng 3 năm 2020)
- Thành tích tốt nhất tại FA Cup: Vòng loại thứ 4 các mùa giải 2005–06, 2020-21
- Thành tích tốt nhất tại FA Amateur Cup: Vòng 3 mùa giải 1967–68
- Thành tích tốt nhất tại FA Trophy: Vòng 3 mùa giải 2021–22
- Thành tích tốt nhất tại FA Vase: Tứ kết các mùa giải 1979–80, 2003–04[4]
- Thành tích tốt nhất tại Kent Senior Cup: Chung kết các mùa giải 1900–01, 2007–08

## Đội hình hiện tại
Tính đến 26 tháng 4 năm 2022
Ghi chú: Quốc kỳ chỉ đội tuyển quốc gia được xác định rõ trong điều lệ tư cách FIFA. Các cầu thủ có thể giữ hơn một quốc tịch ngoài FIFA.
| Số | VT | Quốc gia   | Cầu thủ         |
| -- | -- | ---------- | --------------- |
| —  | TM | Anh        | Hayden Chipping |
| —  | HV | Anh        | Kasim Aidoo     |
| —  | HV | Anh        | Freddy Barton   |
| —  | HV | Anh        | Tom Hanfrey     |
| —  | HV | Anh        | Ethan Kaiser    |
| —  | HV | Anh        | Richie Danquah  |
| —  | HV | Anh        | Denzel Williams |
| —  | HV | Montserrat | Joey Taylor     |
| —  | TV | Anh        | Luca Albon      |

| Số | VT | Quốc gia | Cầu thủ                   |
| -- | -- | -------- | ------------------------- |
| —  | TV | Anh      | Jacob Munting             |
| —  | TV | Anh      | Anthony Cook (Đội trưởng) |
| —  | TV | Anh      | Max Gayle                 |
| —  | TV | Anh      | Sam Wood                  |
| —  | TV | Anh      | Emanuel Oduguwa           |
| —  | TV | Anh      | Kyel Reid                 |
| —  | TV | Anh      | Jamie Yila                |
| —  | TĐ | România  | Narcis-Florin Filip       |
| —  | TĐ | Ghana    | Chris Dickson             |

## Lịch sử HLV
| Năm       | Tên                          | P   | W   | D   | L   | % Thắng |
| --------- | ---------------------------- | --- | --- | --- | --- | ------- |
| 1958–1960 | Peter Long                   | 54  | 26  | 6   | 22  | 48.15   |
| 1960–1961 | Charlie Prior                | 24  | 14  | 3   | 7   | 58.33   |
| 1961–1966 | Arthur Baron                 | 131 | 81  | 23  | 27  | 61.83   |
| 1967–1969 | Norman Golding               | 77  | 34  | 17  | 26  | 44.16   |
| 1969–1971 | Jack Payne                   | 68  | 34  | 9   | 25  | 50.00   |
| 1972      | Jim Paris (Tạm Quyền)        | 8   | 1   | 0   | 7   | 12.50   |
| 1972–1975 | Johnny Biddle                | 90  | 62  | 11  | 17  | 68.89   |
| 1975–1978 | Jimmy Wakeling               | 90  | 55  | 17  | 18  | 61.11   |
| 1978      | Bobby Sustins                | 8   | 1   | 1   | 6   | 12.50   |
| 1978–1979 | Albert Dorey                 | 18  | 5   | 6   | 7   | 27.78   |
| 1979      | Alan Williams (Tạm Quyền)    | 8   | 3   | 2   | 3   | 50.00   |
| 1979–1981 | Harry Richardson             | 64  | 44  | 14  | 6   | 68.75   |
| 1981–1986 | Alan Payne                   | 150 | 61  | 34  | 55  | 40.67   |
| 1986      | Trevor Willis (Tạm Quyền)    | 8   | 4   | 3   | 1   | 50.00   |
| 1986–1991 | Peter Gaydon                 | 186 | 81  | 44  | 61  | 43.55   |
| 1991–1994 | Eddie Davies                 | 132 | 30  | 26  | 76  | 22.73   |
| 1994–1996 | Alan Whitehead               | 66  | 21  | 17  | 28  | 31.82   |
| 1996–1997 | Glen Cooper                  | 40  | 11  | 6   | 23  | 27.50   |
| 1997–1998 | John Roseman                 | 42  | 20  | 11  | 11  | 47.62   |
| 1998–1999 | Ian Jenkins                  | 36  | 8   | 9   | 19  | 22.22   |
| 1999      | Fabio Rossi                  | 7   | 1   | 0   | 6   | 14.29   |
| 1999–2013 | Ian Jenkins                  | 546 | 245 | 117 | 184 | 44.87   |
| 2013–2014 | Keith Bird                   | 45  | 8   | 5   | 32  | 17.78   |
| 2014      | Michael Paye and Gary Abbott | 15  | 1   | 7   | 7   | 6.67    |
| 2015      | Tommy Warrilow               | 21  | 11  | 2   | 8   | 52.38   |
| 2015–2021 | Tony Russell                 | 214 | 119 | 51  | 44  | 55.61   |
| 2021      | Danny Kedwell                | 19  | 4   | 3   | 12  | 21.05   |
| 2021–2022 | Grant Basey (Tạm Quyền)      | 17  | 5   | 5   | 7   | 29.41   |
| 2022–     | Neil Smith                   | 6   | 1   | 1   | 4   | 16.66   |